# Echinanthera melanostigma
Echinanthera melanostigma — вид змій родини полозових (Colubridae). Ендемік Бразилії.

## Поширення і екологія
Echinanthera melanostigma мешкають на південному сході Бразилії, в штатах Сан-Паулу, Ріо-де-Жанейро, Еспіріту-Санту і Мінас-Жерайс. Вони живуть у вологих і сезонно вологих атлантичних лісах і рідколіссях, на висоті до 1600 м над рівнем моря. Ведуть наземний спосіб життя, активні як вдень, так і вночі, живляться амфібіями, відкладають яйця.